# Power & the Glory
Power & the Glory (рус. «Сила и Слава») — пятый студийный альбом английской хеви-метал группы Saxon. Был выпущен в 1983 году на французском лейбле Carrere.

## История
Альбом стал для Saxon первым, записанным в США: в студии «Axis Sound» в Атланте с продюсером Джеффом Гликсманом. Запись альбома проходила осенью, в октябре и ноябре 1982 года. Как по качеству песен, так и по качеству звучания, по мнению некоторых критиков, диск отличался от предыдущих альбомов Saxon в худшую сторону.
Выход альбома сопровождался двумя синглами: «Power and the Glory» и «Nightmare». Сингл с заглавной композицией альбома занял 32-е место в британском хит-параде, тогда как «Nightmare» достиг 50-й позиции. Было снято 3 видеоклипа: на выпущенные в качестве синглов песни «Power and the Glory» и «Nightmare», а также на перезаписанную «Suzie Hold on» с альбома Wheels of Steel. Новая версия «Suzie Hold on» вошла в американскую версию альбома, а песня «Midas Touch» присутствовала в британской версии, но отсутствовала в американской.
Ориентированный в первую очередь на американскую аудиторию, Power & the Glory стал первым альбомом Saxon, попавшим в американский хит-парад, хотя и занял там лишь 155-е место. Успешнее были позиции альбома в Европе: в Великобритании диск занял 15-е место, в Швеции — 9-е, в Нидерландах — 26-е, в Западной Германии — 28-е.

## Список композиций
Слова и музыка всех песен — Байфорд, Доусон, Глоклер, Квинн, Оливер.
| №                   | Название               | Длительность |
| ------------------- | ---------------------- | ------------ |
| 1.                  | «Power and the Glory»  | 5:57         |
| 2.                  | «Redline»              | 3:38         |
| 3.                  | «Warrior»              | 3:47         |
| 4.                  | «Nightmare»            | 4:25         |
| 5.                  | «This Town Rocks»      | 3:58         |
| 6.                  | «Watching the Sky»     | 3:43         |
| 7.                  | «Midas Touch»          | 4:13         |
| 8.                  | «The Eagle Has Landed» | 6:56         |
| Общая длительность: | Общая длительность:    | 36:37        |

| №   | Название                                       | Длительность |
| --- | ---------------------------------------------- | ------------ |
| 9.  | «Denim and Leather» (Live)                     | 5:11         |
| 10. | «Suzie Hold on '82» (Jeff Glixman version)     | 5:01         |
| 11. | «Turn Out the Lights» (Kaley Studio Demo 1982) | 3:57         |
| 12. | «Stand Up and Rock» (Kaley Studio Demo 1982)   | 3:36         |
| 13. | «Power and the Glory» (Kaley Studio Demo 1982) | 6:17         |
| 14. | «Saturday Night» (Kaley Studio Demo 1982)      | 4:11         |
| 15. | «Midas Touch» (Kaley Studio Demo 1982)         | 4:07         |
| 16. | «Nightmare» (Kaley Studio Demo 1982)           | 5:55         |
| 17. | «Redline» (Kaley Studio Demo 1982)             | 3:37         |

## Участвующие музыканты
- Бифф Байфорд — вокал
- Грэм Оливер — гитара
- Пол Квинн — гитара
- Стив Доусон — бас-гитара
- Найджел Глоклер — ударные